# Sankcja pragmatyczna
Sankcja pragmatyczna (łac. sanctio pragmatica) – dekret monarchy, ustanawiający prawa o istotnym charakterze. Choć w historii wydano wiele takich aktów, najbardziej znana jest sankcja pragmatyczna z 1713 (często sformułowanie to jest używane w odniesieniu do tego aktu bez żadnego wyróżnika).

## Sankcja pragmatyczna (1438)
We Francji, uchwała Kościoła na synodzie w Bourges, przyjęta przez sąd (zwany „parlamentem”) i króla Karola VII jako obowiązujące prawo.
Ustalenia:
- król miał prawo mianować urzędników kościelnych;
- sankcja znosiła prawo apelacji dostojników kościelnych do Rzymu.

W efekcie sankcji pragmatycznej król został praktycznym zwierzchnikiem Kościoła katolickiego we Francji.
Zobacz: gallikanizm

## Sankcja pragmatyczna (1713)

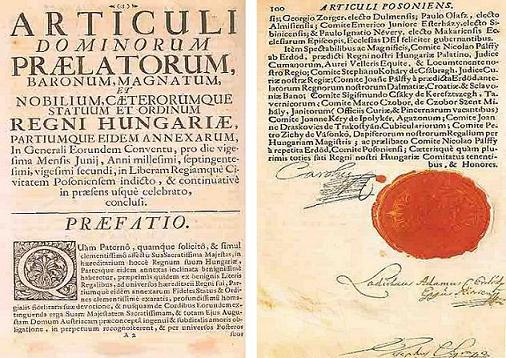
Sankcja pragmatyczna z 1713 roku

Edykt cesarza Karola VI z 19 kwietnia 1713 r., w którym ogłoszono, że posiadłości Habsburgów będą niepodzielne oraz mogą być dziedziczone przez kobiety. Sankcja pragmatyczna nie dotyczyła tytułu cesarza (był to tytuł obieralny i żaden edykt nie miał tu mocy), a jedynie tytułów dziedzicznych: arcyksięcia Austrii, królów Czech i Węgier i innych posiadłości w Niemczech i Włoszech znajdujących się wówczas w rękach dynastii.

### Wprowadzenie
Pod koniec XVII wieku pierwszy kryzys sukcesyjny w rodzinie Habsburgów dotyczył dziedziczenia po starszej, hiszpańskiej gałęzi rodu, której głową był bezdzietny król Hiszpanii, Sardynii, Sycylii i Neapolu Karol II. O sukcesję po jego śmierci toczyła się gra europejskich mocarstw, a głównymi konkurentami byli wnuk króla Francji, Ludwika XIV Filip d’Anjou, oraz brat habsburskiego cesarza Karol Franciszek.
W 1701 r. wybuchła wojna o sukcesję hiszpańską, która zakończyła się dopiero w 1713 r. utratą przez Habsburgów tronu hiszpańskiego (udało się im zachować hiszpańskie posiadłości w Italii i Niderlandach). 12 września 1703 r. cesarz Leopold podpisał pakt o sukcesji, w którym ogłosił, że kobiety mogą dziedziczyć tron tylko wtedy, gdy wygasną wszystkie męskie linie Habsburgów. Była to próba uporządkowania spraw rodu i uniknięcia podobnych konfliktów w przyszłości.
Po śmierci Leopolda (1705), tron objął jego starszy syn, Józef I, który umierając w 1711 zostawił jedynie dwie córki. Cesarzem został jego brat, Karol VI.
19 września 1713 r. wydał on akt, sankcję pragmatyczną, w którym anulował akt ojca z 1703 r. i ustalił, że jego córki będą miały pierwszeństwo przed córkami brata. W momencie wydania sankcji miała ona teoretyczne znaczenie, ponieważ Karol nie posiadał jeszcze dzieci. W latach 1716–1724 urodziły się Karolowi trzy córki i syn, ale wieku dorosłego miały dożyć tylko dwie córki. Gdy szanse na uzyskanie męskiego dziedzica zaczęły maleć, Karol zmusił przedstawicieli swoich krajów dziedzicznych do uznania sankcji, co doprowadziło do umocnienia związków między krajami habsburskimi (1722–1723).
Sankcja pragmatyczna została przyjęta przez stany całej monarchii oraz uznana przez większość państw europejskich:
- Hiszpania (1725);
- Rosja (1726);
- Prusy (1728);
- Wielka Brytania i Holandia (1731);
- Hanower (1732);
- państwa Rzeszy Niemieckiej (1732);
- Saksonia (1733) w zamian za poparcie w wojnie o sukcesję polską;
- Francja (1738) w zamian za uzyskanie Lotaryngii[1].

### Skutki
Po śmierci Karola VI w 1740 r. zgodnie z ustaleniami sankcji pragmatycznej tron mogła objąć jego córka, Maria Teresa. Odmowa uznania sukcesji przez Bawarię doprowadziła jednak do kryzysu. Elektor bawarski Karol Albert zażądał tytułów habsburskich dla swojej żony, 
Marii Amalii Habsburg, córki cesarza Józefa, która na podstawie wcześniejszych zasad sukcesyjnych miała pierwszeństwo przed córkami młodszego Karola. Monarcha bawarski poparty przez Francję, Prusy i Saksonię (żoną elektora saskiego i polskiego króla Augusta III, była siostra Marii Amalii, Maria Józefa), został cesarzem, jako Karol VII. Wkroczenie wojsk Fryderyka II na Śląsk zapoczątkowało I wojnę śląską a w konsekwencji wojnę o sukcesję austriacką.
Monarchia Habsburgów wsparta przez Wielką Brytanię, Holandię i Sardynię zdołała zawrzeć separatystyczny pokój z Prusami, a następnie zająć Bawarię. W 1745 r. zmarł Karol VII, Bawaria zrzekła się roszczeń i zawarto pokój. W tym samym roku cesarzem został wybrany mąż Marii Teresy, wielki książę Toskanii, Franciszek Stefan.